# Monte Zeballos
Monte Zeballos är ett berg i Argentina.   Det ligger i provinsen Santa Cruz, i den södra delen av landet, 1 800 km sydväst om huvudstaden Buenos Aires. Toppen på Monte Zeballos är 2 627 meter över havet, eller 113 meter över den omgivande terrängen. Bredden vid basen är 0,64 km.
Terrängen runt Monte Zeballos är huvudsakligen kuperad, men åt sydväst är den bergig. Trakten runt Monte Zeballos är nära nog obefolkad, med mindre än två invånare per kvadratkilometer.. Det finns inga samhällen i närheten. 
Trakten runt Monte Zeballos är permanent täckt av is och snö.